# エレニア記
『エレニア記』（The Elenium）は、アメリカの作家デイヴィッド・エディングスによって書かれたファンタジー小説。
『ベルガリアード物語』シリーズ同様、舞台となる『イオシア大陸』の各民族や地域に中世ヨーロッパをはじめとする世界各国の文化や生活様式を取り入れ、確固たる世界観を作り出している。また、個性的な登場人物やユーモアに富んだ会話と行動が、魅力的な女性たちの活躍が、策謀と戦闘で暗くなりがちなストーリー展開を痛快なものにしている。
全6巻（旧翻訳版は全5巻）で構成。日本語訳は現在早川書房ハヤカワ文庫FTより発行されている。続編に『タムール記』（The Tamuli）がある。

## ストーリー
イオシア大陸にある国家のひとつ、エレニアが舞台。この国を保護するパンディオン騎士団に属する教会騎士スパーホークは、先王アルドレアスにより海峡をへだてて南にある砂漠の国レンドーに追放されていたが、アルドレアス没後、即位した女王エラナの命を受けて10年ぶりに帰還する。
首都シミュラに戻った彼は、まだ18歳のエラナが父王と同じ病気に倒れ、死に近づきつつあり、現在、パンディオン騎士団の聖騎士12名と騎士団の教母セフレーニアが魔術で創りだしたクリスタルの中で、王冠をつけ玉座に座ったまま眠りについていることを知る。セフレーニアたち13人は生命力が徐々に奪われ、月が一度公転するごと（＝28日ごと）に一人ずつ死んでいき、最後のひとりであるセフレーニアが死んだ時、クリスタルは消滅し、エラナの命も失われるという。
エラナの擁護者であるスパーホークは彼女の病の治療法を探すため、仲間と協力してシミュラの司教アニアス、かつての仲間マーテル、魔術にたけた謎のスティリクム人といった様々な敵と戦い、襲いかかるいくつもの謀略を破りながら、イオシア大陸中を旅する。やがて、その旅は神々の力を秘めた伝説の蒼い宝石『ベーリオン』をめぐるものとなり、神と人間の戦いへとつながってゆく。

## タイトル
括弧内は原題。日本語訳はすべて嶋田洋一が手がけている。旧翻訳版は角川スニーカー文庫より発行されている。
1. 眠れる女王（The Diamond Throne）ISBN 978-4150204181 2006年7月7日発行
  - ダイヤモンドの玉座（上巻）/旧翻訳版
2. 水晶の秘密（The Diamond Throne）ISBN 978-4150204204 2006年8月8日発行
  - ダイヤモンドの玉座（下巻）/旧翻訳版
3. 四つの騎士団（The Ruby Knight）ISBN 978-4150204242 2006年9月8日発行
  - ルビーの騎士/旧翻訳版
4. 永遠の怪物（The Ruby Knight）ISBN 978-4150204266 2006年10月6日発行
  - ルビーの騎士/旧翻訳版
5. 聖都への帰還（The Sapphire Rose）ISBN 978-4150204280 2006年11月8日発行
  - サファイアの薔薇（上巻）/旧翻訳版
6. 神々の約束（The Sapphire Rose）ISBN 978-4150204310 2006年12月7日発行
  - サファイアの薔薇（下巻）/旧翻訳版

## 主要な登場人物

### 旅の仲間
スパーホーク（Sparhawk）
本編の主人公。十年間、砂漠の国レンドーに追放されていたエレニア国の教会騎士。パンディオン騎士団に所属している。歴代エレニア王の擁護者の家系に生まれ、自身もエラナ女王の擁護者である。黒髪の中年男でなかなかの男前だが、鼻が骨折で曲がっており、その傷跡がいまだに残っている。魔術にも剣術にも長け、なおかつ聡明な詩人だが、短気で無茶をする傾向がある。愛馬の名前はファラン（Faran）。武器はブロードソード。エラナの擁護者として、彼女の病の原因と治療法を探すべくイオニア大陸中を旅していくうちに、予想だにしなかった強大な宿命を背負うことになる。ちなみに、レンドーにいた頃は商人マークラに身をやつしており、訳あってリリアスという女性と結婚していた。
カルテン（Kalten）
スパーホークの幼馴染にして親友。パンディオン騎士団に属する教会騎士。金髪に青い目が印象的な中年男。極寒の国ラモーカンドに追放されていたが、スパーホークより若干遅れて帰還した。魔術は苦手だが、戦闘の腕は一流。幼少の頃に両親を殺害され、スパーホークの家に引き取られたという悲惨な過去がある。スパーホークと一緒に育ったこともあり、彼とタッグを組むことが多い。旅の仲間。
クリク（Kurik）
スパーホークの従士。エレニア国の町デモス郊外の農村に居を構えているが、普段はシミュラでスパーホークに仕えている。ふくよかな妻アスレイド（Aslade）との間に4人の息子がいる。武器はフレイル。黒い革ベストを着ているものの、髪は白いものが多くなり、そろそろ従士として働くには限界に近づきつつある年頃だが、本人は引退を考えていない様子。「身分さえ良ければ聖騎士になれた」と言わしめるほど素養に恵まれている。スパーホークには母親のような軽い憎まれ口をたたくことが多いが、内心では彼のことを心の底から心配し、愛している。旅の仲間。
セフレーニア（Sephrenia）
パンディオン騎士団の教母。スティリクム人。見習いの聖騎士に『スティリクムの秘儀（＝魔術）』を教えている。イオシア大陸にある四つの騎士団の『秘儀』の教師の紅一点であり、教師としての腕前はトップクラスである。黒髪に深い闇色の瞳を持つ小柄な女性で、スパーホークたちからは『小さき母上』と敬慕されている。女王エラナの病の進行を防ぐため、12人の聖騎士とともにスティリクムの秘儀を使ってエラナをクリスタルに封じ込め、病気の進行を食い止めている。エラナの病の治療法を探すため、スパーホークとともに旅に出る。
フルート（Flute）
スティリクム人の女の子。外見は6歳前後に見えるが、実際はもっと年をとっている模様。黒髪に黒い瞳を持ち、簡素なローブにヘアバンド、素足といういでたちである。言葉を喋らず、たくさんの筒がついた笛を吹いて感情を表現する。セフレーニアとは特別なつながりがあるらしい。同族のセフレーニアはもちろん、スパーホークやタレンにも懐いている。謎があまりにも多い子供だが、不思議な力を発揮してスパーホークたちを危機から救う旅の仲間である。
タレン（Talen）
シミュラの下層社会を牛耳る元盗賊プラタイムのもとにいる少年。年齢は9歳前後。小柄ですばしっこく、手際が良いため、近くにいる人間からしょっちゅう物を盗んでいる。絵を描くことと物乞いに身をやつすことが上手い。のちにクリクの隠し子であることが判明。ある事件を契機にスパーホークと旅に同行することを余儀なくされてしまう。小生意気で落ち着かない性分が災いしたのか、ベリットに不本意ながら従士としての教育を受ける羽目になる。
ベリット（Berit）
パンディオン騎士団に属する見習い騎士。体格がスパーホークと似通っていることがきっかけで、スパーホークと知り合うことになる。若いがしっかりしており、勘も鋭く、剣術の覚えも早い。貴重な戦力として活躍する。道中、タレンの教育係を担当することになる。
ベヴィエ（Bevier）
エレニアの南にある国・アーシウムのシリニック騎士団から派遣された教会騎士。褐色の肌にウェーブのかかった黒い髪が特徴。教会での祈りを怠らない、敬虔で几帳面な聖騎士。もうすぐ三十路を迎える。武器は長い柄の先に二本脚の斧をつけ、その先端に鋭い鉤をつけたロッホアーバー斧（アックス）。
ティニアン（Tynian）
エレニアの北にある国・デイラのアルシオン騎士団所属の教会騎士。暗めの金髪で体格が良い、陽気でおしゃべりな男。世界一重いといわれる甲冑を身に着けているため、肩と胸の筋肉が強靭である。死霊を召喚する『死霊魔法』が使える。ブラックユーモアあふれるジョークも得意。
アラス（Ulath）
イオシア最北の国・サレシアのジェニディアン騎士団所属の教会騎士。淡いブロンドを三つ編みにした、大柄の騎士。サレシアの環境からか、甲冑ではなく鎖帷子と三角兜を装備している。武器は戦斧（バトルアックス）。寡黙で控えめな巨漢。

### 敵
アニアス（Annias）
シミュラの司教。アルドレアスの時代からエレニアの政治を影で操る、権力欲に溺れた男。エラナが病で国政から身を引いているのをいいことに、国王の金庫にある金を賄賂として有力者や堕落した聖職者に渡して自分の味方につけ、エレニア国の玉座とエレネ教会の総大司教の座を狙っている。その欲深さから、各国の王や教会関係者はもちろん、エレニアの国民からも嫌われている。父アルドレアスに比べて聡明なエラナを疎んじ、彼女の擁護者であるスパーホークを敵視している。さらに、次々と策を練って、エレニアの国政を自分の手中に確実に治めようとしたり、エラナの病の治療法を探すスパーホークらの行動を阻んだりする。魔術に通じているという噂もある。
リチアス（Lycheas）
病に倒れた女王エラナに代わってエレニアの国政を取り仕切る摂政の宮。アルドレアスの妹アリッサが産んだ私生児。父親の名は母の口から明らかにされなかったが、3巻以降で父親と思われる男の名前が挙げられる。アルドレアス以上に愚かな暗君で、礼儀をわきまえていない。国王を気取ってはいるものの、実質はアニアスの傀儡に過ぎず、困った時は常にアニアスにすがろうとする。
アリッサ（Arissa）
アルドレアスの妹にしてリチアスの母。兄と相思相愛の関係にあり、一度は結婚を決意した仲であったが、スパーホークの父により結婚は撤回させられる。その後、シミュラの娼館で見知らぬ男たちと淫らな日々を過ごし、現在はデモスの尼僧院に幽閉されている。実は淫乱な悪女であり、野心家という一面も持つ。兄と近親相姦の関係を結んだばかりか、ある人物を愛人にしていた。その人物の正体は？
マーテル（Martel）
殺し屋。かつてはパンディオン騎士団に所属していた教会騎士だったが、ある事件がきっかけでその地位と『スティリクムの秘儀』を使うために欠かせない重大な要素を剥奪される。現在はアニアスに金で雇われて、スパーホークたち一行を付け狙っている。冷静沈着で頭の切れる男。『事件』以降、スパーホークとは深い因縁がある。
クレイガー（Krager）
マーテルの部下。髪の毛がボサボサの、近眼の男。頭が冴えており、詐欺、強請（ゆすり）、偽金作りに手を染めている。十年前、レンドーでスパーホークの命を奪おうとした。
アダス（Adus）
マーテルのもうひとりの部下。狂暴で、人間らしい感情が欠けており、たった一言の宣戦布告にも原稿がいるほどの口下手である。人間をなぶり殺しにするのが何よりも楽しみ。アーシウム国王ドレゴスの伯父・ラドゥン伯爵の邸宅を襲撃する際、部隊を指揮した。
謎のスティリクム人
アニアスの側についている人物。白いローブを羽織り、フードで頭を隠しているため、その素顔をうかがい知ることは出来ない。スティリクム人は普段、頭に被り物をしないことから、正体がばれるとまずい人物ではないかと思われる。変装したスパーホークとカルテンの正体を見破ったり、パンディオン騎士団に対するアニアスのずさんな審問の場で他の国王や騎士団長にアニアスらの話を簡単に信じ込ませたりするなど、魔術の腕は卓越しており、セフレーニアと互角、もしくはそれ以上であると思われる。
オサ（Otha）
ゼモック帝国の皇帝。九百年は生きているといわれる。9歳のときスティリクムの古き神アザシュと出会い、強大な力を手に入れる。以後、皇帝として東の国ゼモックを長き間にわたり支配している。アザシュの指示に従い、十年ごとに西方に侵略の手を何度も伸ばしてきた。
グエリグ（Ghwerig）
背は低いが欲は深いトロール。先史時代にベーリオンと、その力をコントロールするためのふたつの指輪を創った。しかし、時が経つに連れてベーリオンと指輪の存在がスティリクム人の神々に波紋を起こしてしまい、ついにはベーリオンと指輪を失ってしまう。それ以後、ベーリオンと指輪を探す日々を送るようになる。
アザシュ（Azash）
スティリクムの古き神。地上で最強の力を持つ邪神。人身御供と血を好む倒錯した人格の持ち主。自身の心が歪んでいるため、信奉する者の心も歪んでしまう。一度信奉すると決めた人間は、信奉の度合いにより、恐怖感にさいなまれる、残虐性が増すなど負の感情に支配される傾向が見られ、完全に信奉しきってしまった者に至っては、魂を奪われ『操り人形』と化してしまう。『ベーリオン』と、その力を解放するふたつの指輪を欲しており、オサに指示を与えては、西方を侵略させようとしたが、その都度、侵略は教会騎士団らの手によってかろうじて阻止されている。

### その他の重要人物
エラナ（Ehlana）
エレニア国女王。18歳。父王にくらべて頭の回転が良く、強靭な精神を持ち、好奇心にあふれた女性。スパーホークが教育係をつとめた。現在は謎の病に倒れ、延命のため、セフレーニアと12人の聖騎士が創ったクリスタルのなかで眠らされている。彼女の病の治療法を探す旅は、やがて世界の運命に関わるものになってゆく。
アルドレアス（Aldreas）
エレニア国の前の国王。40代で突然、エラナと同じ病により他界した。甥のリチアス同様、アニアスに依存していた暗君であった。ただし、依存の具合は軽かった模様である。実の妹アリッサを心から愛し、結婚まで踏み切ろうとしたがスパーホークの父に反対され、やむなく別の女性と結婚し、エラナをもうける。しかし、この一件がきっかけでパンディオン騎士団を嫌悪するようになり、スパーホークやカルテンを異国へ追放するという暴挙に出た。
ヴァニオン（Vanion）
パンディオン騎士団長。見習い騎士にとっては厳格な教師で、見習いの頃のスパーホークが苦手としていた人物だが、一人前になった今ではスパーホークには欠かせない大事な存在である。謎の病で命が危ぶまれているエラナ女王を救うべく、セフレーニアと11人の部下とともに『スティリクムの秘儀』を使い、女王をクリスタルで覆った。部下の聖騎士が逝くたびに肉体に負担を負っていたセフレーニアの姿を見る。
プラタイム（Platime）
シミュラの下層社会を統率する元盗賊。タレンを手元に置いており、彼の成長ぶりを我が子を見るように見つめている。愛国心が強く、エラナの回復に期待を寄せている。貴族とアニアスを嫌っているが、教会騎士にはいささか好意を持っており、スパーホークの父を知っている模様。
ドルマント（Dolmant）
デモスの大司教。高齢のクラヴォナス総大司教に代わり、エレネ教会の聖都カレロスから決定を発している。スパーホークの心強い味方のひとりで、その権力と知性をもって彼らを助ける。好物はプラムのジャム。クリク夫妻の結婚式を挙げたこともあり、クリクの妻アスレイドとは大変仲が良い。
アラシャム（Arasham）
レンドーに住む、エシャンド派の預言者。背が高くてスレンダーで、長いヒゲをはやした老人。レンドー国内で急速に勢力を拡大しつつある。夢の中で預言を受け取るというが、その預言は論理が非常に矛盾している。聖なる力を持つ護符を持っていると言うので、スパーホークらはイチかバチかの賭けで彼に近づく。
クリング（Kring）
ペロシアの東国境を一年中移動している馬賊『ペロイ』の《ドミ》（Domi, 『首長』という意味）。目つきの鋭い痩せぎすの男で、髪を剃った頭には無数の傷がある。武器はサーベルと短い槍。盗賊を『良い仕事』だと絶賛している。また、後に現れるタムール人の女戦士ミルタイに恋心を抱くようになる。
ガセック伯爵（Ghasek）
ペロシアの北部森林地帯にある町ガセックの領主で、歴史学者。五百年前に勃発した西方イオシア国家とゼモック国の戦争について研究しており、スパーホークたちにベーリオンに関する大きなヒントを与えることになる。彼の領地内では次々と農奴をはじめとする人間たちが失踪する事件が起きているという。

## 国家

### 教会騎士団を置く国家
エレニア（Elenia）
イオシア大陸の西部にある国家。エレネ人が住む。首都はシミュラ（Cimmura）。統治者はエラナ女王（※現在は病のため、リチアスが摂政の宮として統治している）。現在、アニアス司教の計略により、教会（王家）と教会騎士団が対立状態にある。パンディオン騎士団が王家と国家を保護している。騎士団長はヴァニオン。スパーホーク、カルテン、ペリットらが所属している。パンディオン騎士団の教会騎士の正装は、黒の甲冑に銀の外衣（サーコート）、黒のケープである。
アーシウム（Arcium）
イオシア大陸の南西部にある国家。アーシウム人が住む。首都はラリウム（Larium）。統治者はドレゴス王（Dregos）。非常に敬虔な教会信徒が多い。シリニック騎士団が王家と国家を保護している。騎士団長はアブリエル（Abriel）。ベヴィエが所属している。シリニック騎士団の教会騎士の正装は、銀色の甲冑に純白の外衣、ケープである。
デイラ（Deira）
イオシア大陸の北東部にある国家。デイラ人が住む。首都はアシー（Acie）。統治者はオブラー王（Obler）。国家の中央部に鉄の鉱山があったため、鉄器文明の発祥の地となった。アルシオン騎士団が王家と国家を保護している。騎士団長はダレロン（Darellon）。ティニアンが所属している。
+アルシオン騎士団の教会騎士の正装は、地金の色そのままの甲冑に目の覚めるような空色の外衣とケープである。
サレシア（Thalesia）
イオシア大陸の最北端にある国家。サレシア人が住む。首都はエムサット（Emsat）。統治者はウォーガン王（Wargun）。国土には川が多く存在し、春先でも2フィート以上の積雪がある。民は鹿、猪、トロールを狩って生活している。最強とうたわれるジェニディアン騎士団が王家と国家を保護している。騎士団長はコミエー（Komier）。アラスが所属している。ジェニディアン騎士団の教会騎士の正装は、太ももの真ん中まで丈のある鎖帷子と鎖で編んだズボン、オーガーから取った角をつけた鉄兜と緑色の外衣である。最盛期のヴァイキングを彷彿とさせるいでたちである。

### 教会騎士団を置かない国家および独立都市
カモリア（Cammoria）
イオシア大陸の南部にある国家。カモリア人が住む。首都はカモリア（Cammoria）。貿易が非常に盛んである。イオシア大陸最古の学問研究のメッカであり、教会から独立した学園都市ボラッタ（Borrata）がある。ここの医療は最先端との評判が高い。
ラモーカンド（Lamorkand）
イオシア大陸の中央部にある国家。ラモーク人が住む。国土は湿度が高く、気温が低いのが特徴。カルテンがこの地に追放された。男爵同士の個人的な争いが絶えず、隣国のゼモック国からの軍勢が十年ごとにやって来るため、国家は常に荒廃している。
ペロシア（Pelosia）
イオシア大陸の北部にある国家。ペロシア人と遊牧民族ペロイが住む。ペロシアという国家の名前はペロイから由来しているといわれる。統治者はソロス王（Soros）。東国境の防護が固いため、ゼモックはこの国ではなくラモーカンド国に侵入している。月のない夜、この国の南にあるヴェンネ湖にグエリグが現れて、失われたベーリオンを探しているという言い伝えがある。
カレロス（Chyrellos）
エレニア・アーシウム・カモリア・ラモーカンド・ペロシアが国境を接する地点にある、エレネの神を奉るエレネ教会の聖都。総大司教クラヴォナス（Cluvonus）がこの都市のトップであるが、85歳と高齢で老衰が進んでおり、ドルマントが代理を務めている。教会に関する命令はすべてここから出され、四つの騎士団の騎士館も建てられている。どの国家にも属さない自由都市であり、宗教都市・商業都市でもある。この街にある『カレロスの大聖堂』は圧巻で、エレネの神を信仰する人々の心の支えである。

### 反エレネ教会勢力の国家
レンドー（Rendor）
イオシア大陸最南端にある国家。レンドー人が住む。国土のほとんどが砂漠で、空気が乾燥している上に日中の気温差が激しい。王家は一応あるものの、その権力が殆ど機能していないため国家情勢は混沌としており、現在はアラシャムを中心とするエシャンド派の勢力が国内を支配しつつある。スパーホークは十年もの間、この地に追放されていた。エシャンド派がはびこる国家ゆえ、パンディオン騎士団の面々は商人などに身をやつしてこの国に潜伏し、教会に国家情勢を逐一報告している。
ゼモック（Zemoch）
イオシア大陸の東部にある国家。スティリクム人とエレネ人の混血民族が住む。統治者はオサ皇帝。邪神アザシュを信奉する国家で、九百年もの間、常に西方イオシア国家と対立している。五百年前、ベーリオンを手中にしていたサレシアを侵略すべく進軍したが、西方の国王と教会騎士団が立ち上がり、ラモーカンドで人類史上最大の戦いを繰り広げた。結果はゼモックの敗北に終わり、一世紀にわたる飢饉がイオシア中を支配した。

## 民族
エレネ人（Elenes）
東方からイオシア大陸へ移動してきた民。数世紀にわたってイオシア中を放浪し、やがて先住民だったスティリクム人と神を駆逐した末、イオシア大陸全土とサレシア南部に定住した。のちにエレニア人・アーシウム人・デイラ人・カモリア人・ラモーク人・ペロシア人・ペロイに分化した。イオシア大陸の住民の大多数がエレネ人である。
スティリクム人（Styrics）
エレネ人が来る前にイオシア大陸を支配していた民。黒髪と深い群青色の瞳を持つ。エレネ人がイオシア大陸を支配してからは、山や森の奥に小さな集落を作って生活している。アザシュ以外の『古き神』と『若き神』をあがめ、魔術を使うことが出来る。その不思議さと異質さから、エレネ人の間に迷信が生まれ、彼らから疎んじられ、迫害され、惨殺されてきた悲しい歴史がある。現在ではだいぶ改善されてきたものの、相変わらず迫害と惨殺が起きている。セフレーニアをはじめとする教会騎士団の教師とフルート、謎のスティリクム人、オサはスティリクム人である。
エレニア人（Elenians）
エレネ語を話す民。エレネ人（Elenes）から分化した民族のひとつ。エレニア国の民。王家や、スパーホークらパンディオン騎士団に所属している（もしくはしていた）者はもちろん、クリク一家、タレン、プラタイム、アニアスもエレニア人である。
アーシウム人（Arcians）
エレネ語を話す民。エレネ人から分化した民族のひとつ。アーシウム国の民。敬虔で深い信仰心を持ち、教会に仕える人間を尊ぶ一方、その道から外れた者を蔑む傾向がある。ベヴィエをはじめとするシリニック騎士団に属する教会騎士と、ペヴィエの親戚のリュシエン（Lucien）侯爵、ドレゴス王のおじ・ラドゥン（Radun）伯爵はアーシウム人である。
デイラ人（Deirans）
エレネ語を話す民。かつては西方イオシア大陸を支配したエレネ人であったが、領土の分裂が進んだ結果、現在はデイラ人としてデイラ国で生活している。ティニアンをはじめとするアルシオン騎士団に属する教会騎士はデイラ人である。
サレシア人（Thalesians）
エレネ語を話す民。サレシアに移民してきたエレネ人の末裔。大柄な人間が多く、雪原のなかで狩りをして暮らしている。ものの考え方が至って単純明快で、ジョークが通じないどころか、ジョークすら存在しないように見える。アラスをはじめとするジェニディアン騎士団に属する教会騎士はサレシア人である。
カモリア人（Cammorians）
エレネ語を話す民。エレネ人から分化した民族のひとつ。カモリア国の民。明るい色彩のローブをまとう。
ラモーク人（Lamorks）
エレネ語を話す民。エレネ人から分化した民族のひとつ。ラモーカンド国の民。傲慢で威張るのが大好きな性分からか、些細なことで他人といさかいを起こす傾向がある。カダクの大司教オーツェル（Ortzel）と弟のアルストロム（Alstrom）男爵はラモーク人である。
ペロシア人（Pelosians）
エレネ語を話す民。エレネ人から分化した民族のひとつ。ペロシア国の民。革鎧を愛用し、とがった三角帽子を頭にかぶることで知られている。ガセック伯爵と妹のベリナ（Bellina）、執事で元修行僧のオキュダ（Occuda）はペロシア人である。
ペロイ（Peloi）
エレネ語を話す民。エレネ人から分化した民族のひとつ。ペロシアの東国境付近を移動する遊牧民族。他の民とは違って独自の文化を築いており、自身を『エレネ人』と自任しない。髪の毛を剃った頭と革の服、腰に帯びたサーベルが特徴的。ゼモック人の首級ではなく耳を斬りとって集め、生計を立てている。クリングはペロイのドミ（首長）である。
レンドー人（Rendorish）
レンドー国に住む民。感情的でヒステリックになりやすい傾向がある。『神聖な動物』とされる羊を食べるなど、考え方に一貫性がない。ゆえに狂信者や預言者が現れやすい民族ともいえよう。
アラシャムや彼を信奉する民衆、スパーホークの妻リリアス（Lillias）はレンドー人である。
ゼモック人（Zemochs）
ゼモック国に住む民。九百年前、ゼモック国を建立した皇帝オサにより、邪神アザシュのみを崇拝するよう強制されたスティリクム人とエレネ人の混血民族。

## 専門用語
ベーリオン（Bhelliom）
トロールの神々の力が秘められた、薔薇の花の形をしたサファイア・ブルーの宝石。この世界における原始時代、サレシアにいたグエリグが洞窟の中で発見した蒼い石を掘り出して研磨し、薔薇の花の形に加工した。その際、トロールの神々の力が石にこもるよう、石に神々に関するあらゆる呪文をかけていた。しかし、グエリグが完成した宝石『ベーリオン』の力を引き出そうとしても、ベーリオンは少しも力を発動させなかった。そこでグエリグはトロールの神々に、この宝石の力を解放する方法を尋ねた。すると、神々は、宝石を加工する際に出た石のかけらをはめ込んだふたつの指輪を創るよう、グエリグに告げた。グエリグは神々の言葉に従って指輪をふたつ創り、それを左右の手にひとつずつはめた。すると、ベーリオンは力を発揮し、グエリグは次々と不可思議な現象を引き起こした。やがて、この宝石と指輪はスティリクムの古き神々とエレネ人が欲するものとなり、スティリクムの若き神々が恐れるものとなった。二度にわたる略奪の末、ベーリオンはイオシア大陸の一国・ペロシアの湖に沈み、ふたつの指輪はスティリクムの若き女神アフラエルに盗まれたままになっているといわれる。
教会騎士（Church Knights）
邪神アザシュから西方イオシアの諸国家を護るべく創設された、エレネ教会と国家に仕える騎士の集団を騎士団という。騎士団はエレニア・アーシウム・デイラ・サレシアの四カ国にあり、それぞれパンディオン騎士団（Pandion Knights）、シリニック騎士団（Cyrinic Knights）、アルシオン騎士団（Alcione Knights）、ジェニディアン騎士団（Genidian Knights）と呼ばれている。この騎士団に所属する騎士のことを教会騎士と呼んでいる。国内の主要な都市とエレネ教会の聖都カレロスに騎士館があり、教会騎士たちはそれぞれの騎士団専用の騎士館で日々を過ごすことが多い。『見習い騎士』と呼ばれる若者たちは、騎士団長から剣術をはじめとする戦闘訓練を受け、教会騎士としての礼儀作法をみっちり仕込まれ、スティリクム人の教師からスティリクム語と『スティリクムの秘儀』を学ぶ。熟練した教会騎士の一部は、レンドーやラモーカンドといった政情不安定な地域に派遣され、情報収集に当たる。集められた情報はただちに本国の騎士館へ伝達され、それに基づいて教会や騎士団は今後について協議する。憂うべき有事（例：五百年前のゼモック国との戦争）が起こったら、各国家の王家や教会、騎士団長の命令に基づき、武装して敵と戦う。それ以外のミッションにおける有事（＝戦闘行為）に関しては、教会騎士自身の判断に基づいて行動する。『教会騎士』の名を抱くため、彼らはあくまで聖職者である。それゆえ禁忌事項が何点かある。最も代表されるものが『飲酒の禁止』だが、あまり遵守されていないようである。かつては『結婚の禁止』というのも禁忌事項にあったが、これは五百年前のゼモック国との戦争の結果、禁忌事項からはずされることとなった。
『古き神々』と『若き神々』
スティリクム人は『古き神々』と『若き神々』を信奉している（※前述の通り、邪神アザシュは信奉の対象外としている人がほとんどである）。『古き神々』で最も有名なのがゼモック皇帝オサに力を与えた邪神アザシュであるのに対し、『若き神々』で最も有名なのはグエリグからふたつの指輪を盗んだ女神アフラエル（Aphrael）である。古き神々はベーリオンの秘めた力を欲し、若き神々はその力を恐れた。若き神々は、誰がベーリオンを手中におさめたとしても、神々の間で必ずいさかいが起きると判断したのだ。彼らが行動を起こした結果、ベーリオンと指輪は離れた場所に置かれることとなり、現在では存在そのものが伝説と化してしまった。しかし、アザシュだけはいまだにベーリオンと指輪を諦めておらず、オサに命じて西方イオシアへの遠征を何度か行っている。
エシャンド派（Eshandist）
エシャンド派は、（この世界の暦で）15世紀ごろにレンドーに現れたエシャンド（Eshand）という人物の主義を受け継ぐ異端派である。エシャンドは反教権主義をスローガンにエレネ教会と戦った。彼の主張する反教権主義とは、「神学上の問題は教会の上層部――総大司教、大司教、司教――が決定するのではなく、司祭自身が判断すべきである」というものであった。この思想は現在でもレンドーで広まっており、最近ではこの思想を信奉するアラシャムが勢力を拡大しつつある。